# Albert Richard Smith

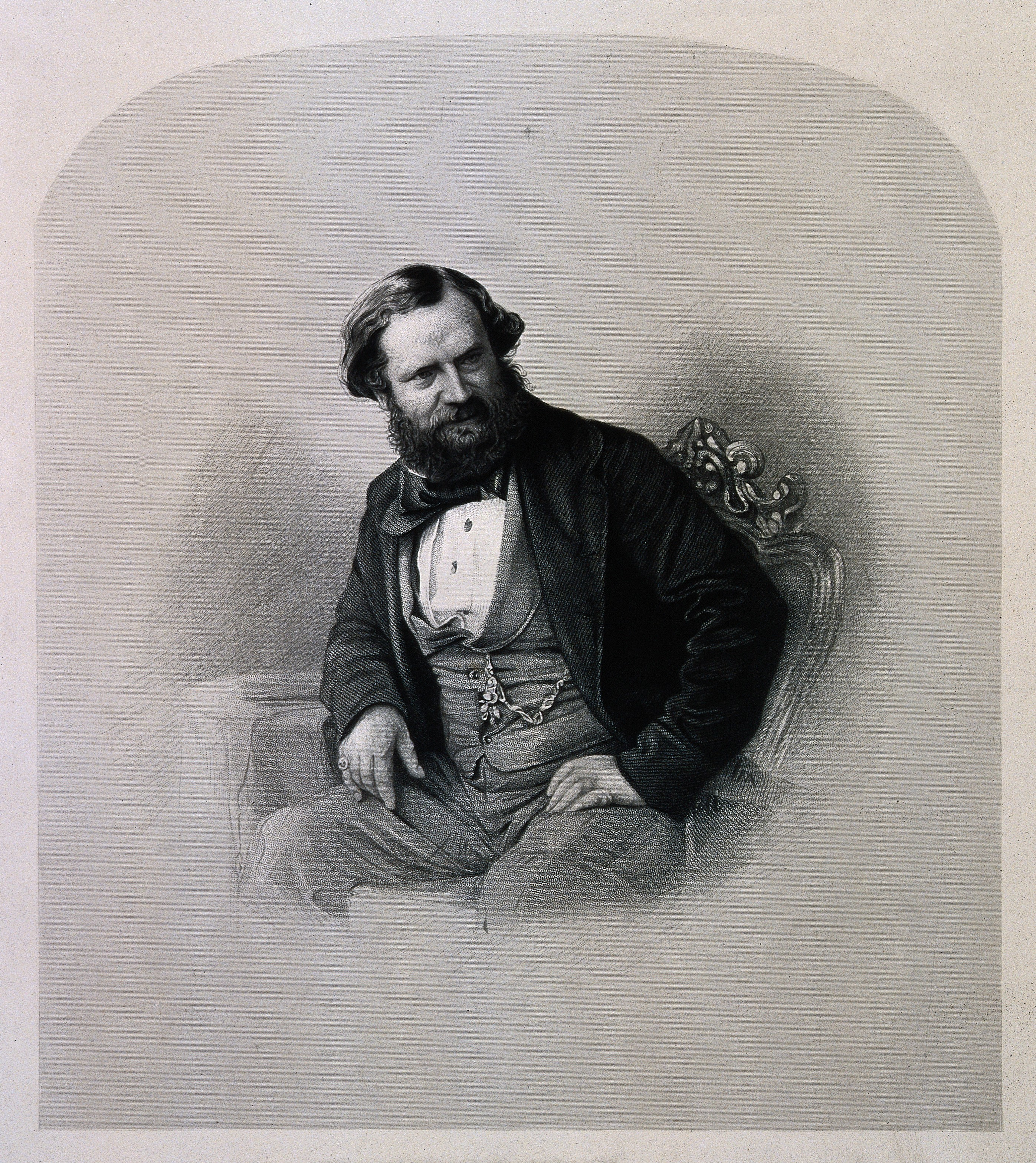
Albert Richard Smith

Albert Richard Smith (* 24. Mai 1816 in Chertsey; † 23. Mai 1860 in London) war ein britischer Schriftsteller, Humorist, Journalist, Entertainer und Bergsteiger, der von etwa 1850 bis zu seinem Tod in Großbritannien sehr populär war. 1851 bestieg er mit einer geführten Gruppe den Mont Blanc und war damit einer der ersten Briten, die auf diesem Gipfel standen. Der schauspielerisch begabte Smith entwickelte aus dieser Besteigung eine humorvolle Show, die in den Jahren zwischen 1852 und 1858 mehr als eine halbe Million Briten besuchten. Unter den Besuchern waren unter anderem auch Mitglieder des englischen Königshauses. Smith trug mit seiner Show erheblich dazu bei, dass Bergsteigen in Großbritannien populär und die Region um den Mont Blanc zum beliebten britischen Reiseziel wurde. Durch den vollbärtigen Smith entwickelte sich der Vollbart außerdem zu einer gesellschaftlich akzeptierten Barttracht.

## Leben

### Frühe Jahre
Smith wurde 1816 in Chertsey, Surrey, England geboren. Als Sohn eines Arztes begann er Medizin in London zu studieren und setzte dieses Studium 1838 in Paris fort. Smith, der von den Alpen begeistert war, seit er als 11-Jähriger ein Buch über den Mont Blanc geschenkt bekommen hatte, nutzte seinen Aufenthalt in Frankreich unter anderem, um das Mont-Blanc-Massiv zu besuchen. Er bestieg zwar zu diesem Zeitpunkt nicht den Berg, bewunderte aber vom Montenvers aus das Mer de Glace, den viertgrößten Gletscher der Alpen.
Sein erster literarischer Versuch war ein Bericht über sein Pariser Leben, der in der englischen Zeitung Mirror veröffentlicht wurde. Seine medizinische Karriere begann im Jahr 1841. Smith selbst nannte seine Zulassung zum Arzt eine „Lizenz zum Töten von Personen mit legalen Mitteln“. Zeitgleich mit seiner Arztkarriere begann er eine Laufbahn als öffentlicher Sprecher: Meist in Stadthallen hielt er Vorträge über die Alpen. 1844 gab er seine Laufbahn als Arzt zugunsten des Schreibens auf. Obwohl mehr Journalist als Literat, war er einer der populärsten Schreiber seiner Zeit. Er war sehr früh einer der Journalisten, die regelmäßig Beiträge für die neu gegründete satirische Zeitung Punch schrieben.

### Die Mont-Blanc-Besteigung

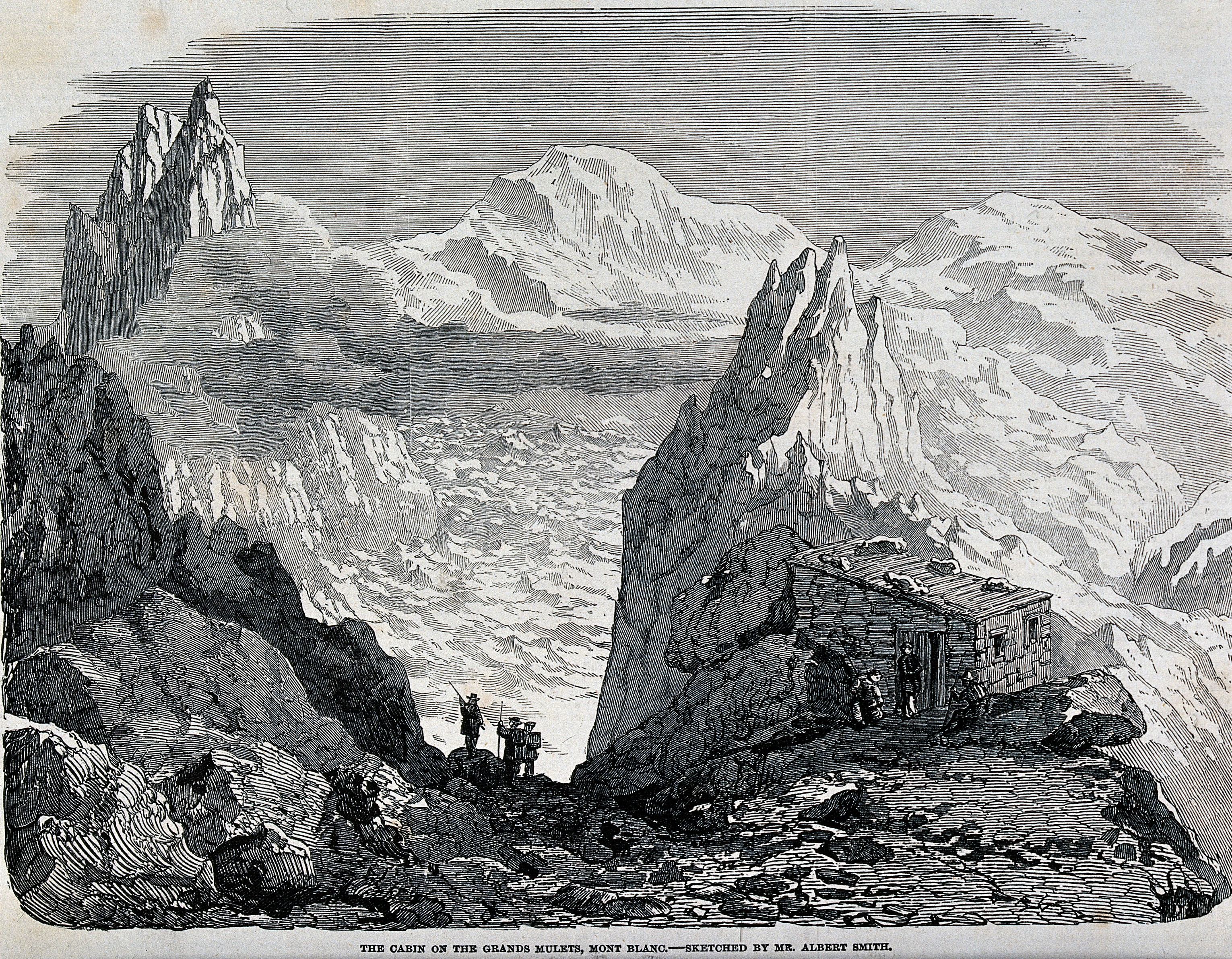
Außerhalb des Refuge des Grands Mulets am Mont Blanc

1849 bereiste Smith Konstantinopel und den Mittleren Osten und veröffentlichte kurz darauf den Reisebericht A Month at Constantinople. Er erschien kurz darauf in einer Revueshow, bei der er über seine Reise berichtete, und hatte damit großen Erfolg. Dies verschaffte ihm auch endlich die notwendigen finanziellen Mittel für einen Besteigungsversuch des Mont Blanc. Er konnte sich in Chamonix, dem Ort am Fuße des Mont Blanc, einer dreiköpfigen Gruppe wohlhabender Oxford-Studenten anschließen, die sich auf Europareise befanden und denen es in Chamonix gelungen war, Bergführer für die Besteigung zu engagieren. Die Studenten zögerten zunächst, den übergewichtigen Smith in ihre Gruppe aufzunehmen und änderten ihre Meinung erst, als ihnen bewusst wurde, dass es sich bei Smith um den bekannten Humoristen handelte. Im August 1851 bestieg die Gruppe gemeinsam den Mont Blanc.
In einem Brief an die Times berichtete Smith bereits am 20. August 1851 über den Erfolg seines Besteigungsversuches. In Buchform folgte sein Bericht über diese Besteigung ein Jahr später. Sein teils humorvoll, teils dramatisch überzeichneter Bericht übertrieb nicht nur die Leistung von Smith – er ließ beispielsweise aus, dass er als letzter und nur mit großer Schwierigkeit und unter tatkräftiger Hilfe der Bergführer den Gipfel erreicht hatte –, sondern betonte auch die Gefahren des Aufstiegs. Breiten Raum nahmen die Erfrierungen ein, die Smith an einer Hand erlitten hatte. Sein Bericht wurde zunächst kritisch wahrgenommen. Die britische Öffentlichkeit war sich zunehmend bewusst geworden, dass die Franklin-Expedition, die 1845 losgesegelt war um die Nordwestpassage zu finden, gescheitert war und dabei 129 britische Seeleute den Tod gefunden hatten. Das hatte in der britischen Öffentlichkeit zu einer breiten Diskussion über den Wert solcher Expeditionen geführt und vor diesem Hintergrund erschien die Besteigung des Mont Blanc, deren Gefahren Smith so dramatisch überzeichnet hatte, als unangemessen. Ein Leserbrief in der britischen Daily News stellt fest:

„Das ziellose Hochgekraxel von vier Fußgängern auf die Spitze des Mont Blanc […] wird mit seiner sinnlosen, triebhaften und vulgären Überflüssigkeit den sowieso schon zweifelhaften Ruf der große Masse englischer Touristen nicht verbessern.“

### Smith und der britische Alpinismus
Auf die Angriffe auf Smith und seine Mont Blanc-Besteigung antwortete unter anderem der US-Amerikaner Vanstittart, ein weitgereister Abenteurer und Ballonfahrer, der zufällig am selben Tag wie Smith den Mont Blanc bestiegen hatte. Er hielt in seiner öffentlichen Antwort fest, dass die Besteigung eines Berges einen Erfahrungswert habe, der allen verborgen bleiben müsse, die nicht eine vergleichbare Leistung vollbracht hätten.

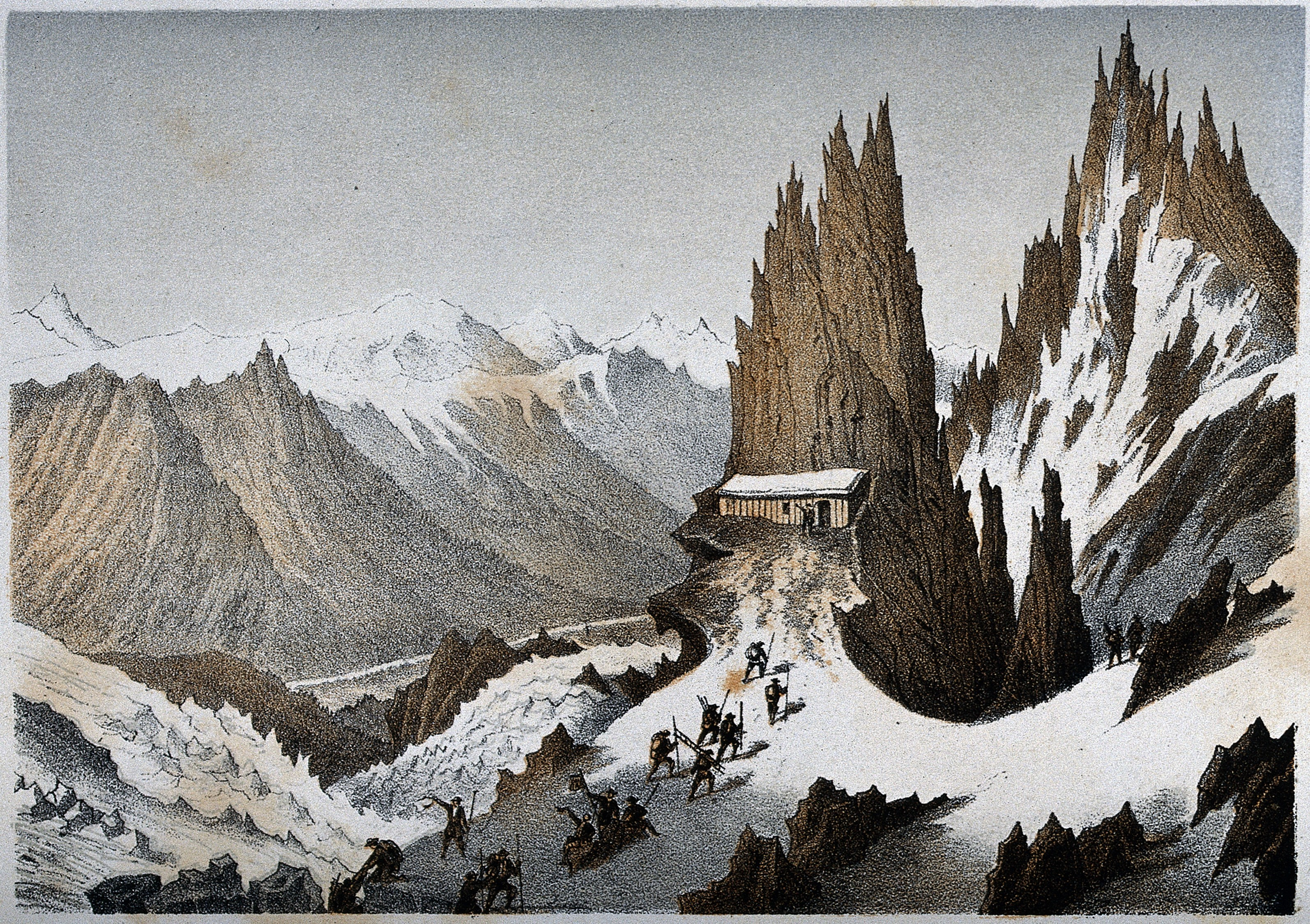
Albert Richard Smiths Bergsteigergruppe erreicht Refuge des Grants Mulets am Mont Blanc, Besteigung zur Eröffnung der Schutzhütte

Für Smith war diese öffentliche Auseinandersetzung über die Gefahren und die Werte des Bergsteigens eine wertvolle Werbung. Smith zielte mit seinem Buch und seinen Vorträgen auf ein Publikum ab, das Abenteuer nur aus dritter Hand erleben wollte. Für diese Personen entwickelte er seine Show The Ascent of Mont Blanc, die in der Egyptian Hall in Piccadilly, London erstmals am 15. März 1852 auf die Bühne gebracht wurde. Die Show bestand aus zwei Teilen: In der ersten schilderte Smith seine Reise von London nach Chamonix und die zweite schilderte seine Erlebnisse in Chamonix und auf dem Mont Blanc. Fergus Fleming hält in seiner Geschichte des Alpinismus fest, dass Smith in seiner Show schamlos übertrieb; jeder Abhang war ein Steilhang, jeder Stein ein Felshang, jede Kluft ein Abgrund und jeder Schneeball eine Schneelawine. Seine Zuhörer waren jedoch fasziniert und für mehr als sechs Jahre war Smiths Vortrag die populärste Vorstellung in London. Smith nahm regelmäßig Änderungen an der Show vor: Ein Jahr lang trotteten als Show-Einlage zwei große Hunde als angebliche Bernhardiner mit am Hals befestigten Schokoladenschachteln durchs Auditorium, damit Kinder sich von der Schokolade nehmen konnten. In einem anderen Jahr traten zwei junge Frauen als Schweizer Sennerinnen auf. Tatsächlich handelte es sich allerdings um zwei Kellnerinnen aus Chamonix. Der amerikanisch-britische Schriftsteller Henry James erinnerte sich in seinen Memoiren A Small Boy and Others noch ein halbes Jahrhundert später an den tiefen Eindruck, den der Besuch der Vorführung bei ihm hinterlassen hatte. Die lebhafteste Erinnerung hinterließ bei ihm Smiths Bericht von dem kurzen Halt, den der Zug auf dem Weg nach Chamonix in Epernay hatte. Nur durch Einsatz seiner Stimme ließ Smith das Publikum die Aufregung dieses Aufenthalts miterleben, indem er das Klingeln der Glocke, die Rufe der Gepäckträger und der Reisenden und Zuschlagen der Wagontüren imitierte.
Smith trat zwischen 1852 und 1858 mehr als zweitausend Mal mit einer Inszenierung seiner Besteigung des Mont Blanc vor britischem Publikum auf. Mehr als eine halbe Million Briten sahen seine Show, darunter der britische Prinzgemahl, der diese 1853 sah, und Queen Victoria, die sich die Show insgesamt drei Mal ansah und Smith zu Privatvorführungen nach Osborne House und auf Schloss Windsor einlud. 1857 begleitete Smith sogar den Prince of Wales nach Chamonix. Die Times schrieb, dass das Land von einer regelrechten Mont Blanc-Manie ergriffen sei. In London tanzte man „Mont Blanc-Quadrille“ und „Chamonix-Polka“, für Kinder gab es das Brettspiel „The New Game of Mont Blanc“. Smith Show fiel außerdem mit dem Zeitpunkt zusammen, ab dem das Netz an Eisenbahnen in Frankreich so dicht war, dass der Mont Blanc von Großbritannien aus problemlos und schnell erreichbar war und viele Briten nutzten das für eine eigene Mont Blanc-Erfahrung. Dank Smith wollten so viele Personen den Mont Blanc besteigen, dass im Winter 1853/1854 die Bergführer eine Hütte auf dem Weg zum Gipfel errichteten, die als Refuge des Grands Mulets heute noch besteht. Smith, in Chamonix mittlerweile eine äußerst gern gesehene Persönlichkeit, der bei seinen jährlichen Besuchen dort mit Kanonenschüssen begrüßt wurde, war auch bei der Eröffnung dieser Hütte dabei.

### Tod

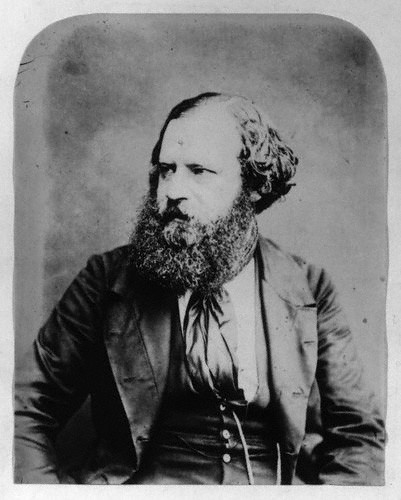
Albert Richard Smith in den 1850er Jahren.

1859 heiratete Smith Mary Lucy Keeley (circa 1830–1870), die aus einer Schauspielerfamilie stammte und einige Zeit selber auf der Bühne gestanden hatte. Ihr Vater war der Komödiant Robert Keeley, ihre Mutter die Schauspielerin Mary Anne Keeley. Im Jahr der Heirat reiste Smith nach China und entwickelte aus den Erfahrungen dieser Reise ebenfalls eine sehr gut besuchte Show. Sie lief allerdings nur rund ein Jahr, da Smith einen Schlaganfall erlitt. Im Frühjahr des Jahres 1860 erkrankte er schließlich zusätzlich an einer Bronchitis und starb schließlich am 23. Mai; nur einen Tag vor seinem 44. Geburtstag. Er wurde auf dem Brompton Cemetery beerdigt.

## Smith als Trendsetter
In seiner Kulturgeschichte des Bartes bezeichnet der Sozialhistoriker Christopher Oldstone-Moore den Entertainer Albert Richard Smith als einen Prototyp einer neuen Männlichkeit: unabhängig, tüchtig, mutig und mit Bartschmuck. Vollbärte, wie Smith sie trug, wurden im Großbritannien in der ersten Hälfte des 19. Jahrhunderts nur von Männern der Arbeiterschicht und irischen Freiheitskämpfern getragen. Lediglich der Schnurrbart bei Offizieren war üblich. Dies wandelte sich sehr deutlich um die Mitte des 19. Jahrhunderts. Während in Frankreich die Herrschaft von Charles Louis Napoléon Bonaparte, der einen Knebelbart trug, den Bart wieder populär machte, sieht Christopher Goldstone Moore in Großbritannien Smith als Trendsetter: Sein Erfolg basierte nicht auf ererbtem Reichtum oder anderen Privilegien, sondern allein auf Willenskraft und körperlicher Anstrengung. In der britischen Gesellschaft, die solche Qualitäten an einem Mann schätzte, wurde der Vollbart zum Symbol dieser Eigenschaften.

## Veröffentlichungen

### Romane und Novellen
- The Adventures of Mr Ledbury (1842) - (deutsch: Die Abenteuer des Herrn Ledbury)
- The Fortunes of the Scattergood Family (1845)
- The Marchioness of Brinvilliers: The Poisoner of the Seventeenth Century (1846)
- The Struggles and Adventures of Christopher Tadpole (1848)
- The Pottleton Legacy: A Story of Town and Country (1849)
- The Adventures of Jack Holiday, with Something about His Sister (1844).

### Theaterstücke und Shows

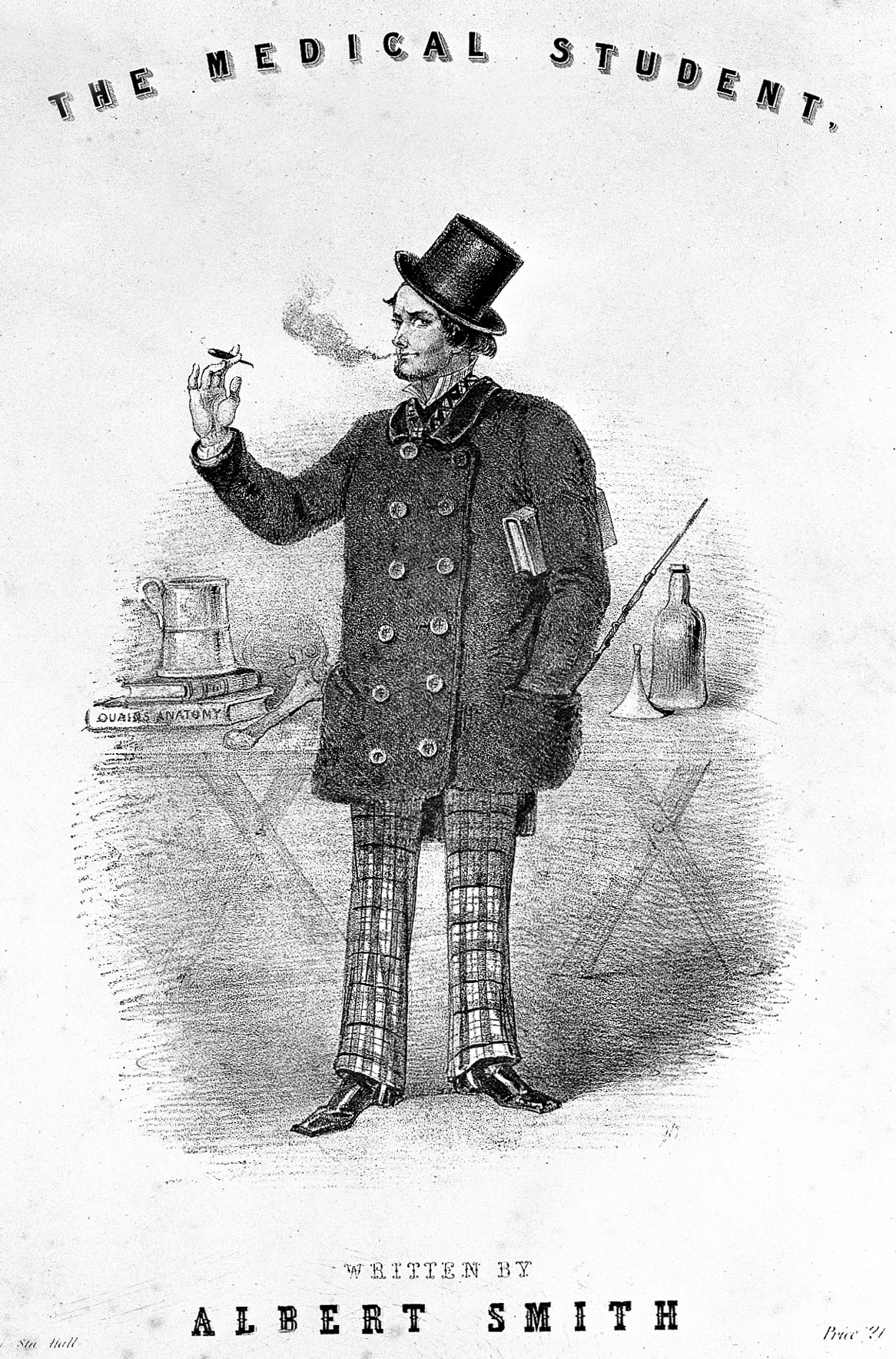
A medical student, eine von Smiths Veröffentlichungen

- Blanche Heriot, or The Chertsey Curfew (1842)
- Aladdin (1844)
- Valentine and Orson (1844)
- Whittington and His Cat (1845)
- The Cricket on the Hearth (1845) nach einer Erzählung von Charles Dickens
- The Battle of Life (1846)

### Kurzgeschichten
- The Wassail-Bowl: A Comic Christmas Sketchbook (1843)

### Humoristische Stücke
- The Gent (1847)
- The Ballet Girl (1847)
- Stuck-Up' People (1847)
- The Idler upon Town (1848):
  - Flaneurs & Idlers, herausgegeben und eingeleitet von Margaret A. Rose: Flaneurs & Idlers, a panonoramatic overview. Nachdruck der Ausgabe: Louis Adrien Huart: Physiologie du flâneur, Aubert & Lavigne, Paris 1841, zusammen mit dem Werk: Natural History of Idler upon the Town, Bogue, London 1848 (= Aisthesis-Archiv, Band 8), Aisthesis, Bielefeld 2007, ISBN 978-3-89528-640-7 (Texte teilweise englisch und französisch).
- The Flirt (1848).

### Reiseliteratur
- A Month at Constantinople (1849)
- The Story of Mont Blanc (1852)

## Einzelbelege
1. ↑  Fleming: Killing Dragons, S. 146.
2. ↑  Fleming: Killing Dragons, S. 147.
3. ↑  Fleming: Killing Dragons, S. 148.
4. ↑  Fleming: Killing Dragons, S. 150.
5. ↑  Fleming: Killing Dragons, S. 151.
6. ↑  Fleming: Killing Dragons, S. 154.
7. 1 2   Fleming: Killing Dragons, S. 156.
8. ↑  Fleming: Killing Dragons, S. 156. Im Original lautet das Zitat: The aimless scramble of four pedestrians to the top of Mont Blanc … will not go far to reden the somewhat equivocal reputation of the her of English tourists in Switzerland, for a mindres and rather vulgär redundance of merke animal spirit.
9. 1 2 3   Fleming: Killing Dragons, S. 157.
10. 1 2 3   Fleming: Killing Dragons, S. 158.
11. ↑   Henry James; The Small Boy and Ohres, Charles Scribner’s Sons, New York 1913, S. 317.
12. ↑  Oldstone-Moore: Of Beards and Men: The Revealing History of Facial Hair. Kapitel: Patriarch of the Industrial Age. Ebook-Position 2931.
13. ↑   Fleming: Killing Dragons, S. 159.
14. ↑   Fleming: Killing Dragons, S. 160.
15. 1 2   Fleming: Killing Dragons, S. 161.
16. ↑  Oldstone-Moore: Of Beards and Men: The Revealing History of Facial Hair. Kapitel: Patriarch of the Industrial Age. Ebook-Position 2939.
17. ↑  Oldstone-Moore: Of Beards and Men: The Revealing History of Facial Hair. Kapitel: Beards of the Romantic Imagination. Ebook-Position 2768.
18. ↑  Oldstone-Moore: Of Beards and Men: The Revealing History of Facial Hair. Kapitel: Patriarch of the Industrial Age. Ebook-Position 2947.

| Personendaten    | Personendaten             |
| ---------------- | ------------------------- |
| NAME             | Smith, Albert Richard     |
| ALTERNATIVNAMEN  | Smith, Albert             |
| KURZBESCHREIBUNG | britischer Schriftsteller |
| GEBURTSDATUM     | 24. Mai 1816              |
| GEBURTSORT       | Chertsey (Surrey)         |
| STERBEDATUM      | 23. Mai 1860              |
| STERBEORT        | London                    |